# Ndjolé

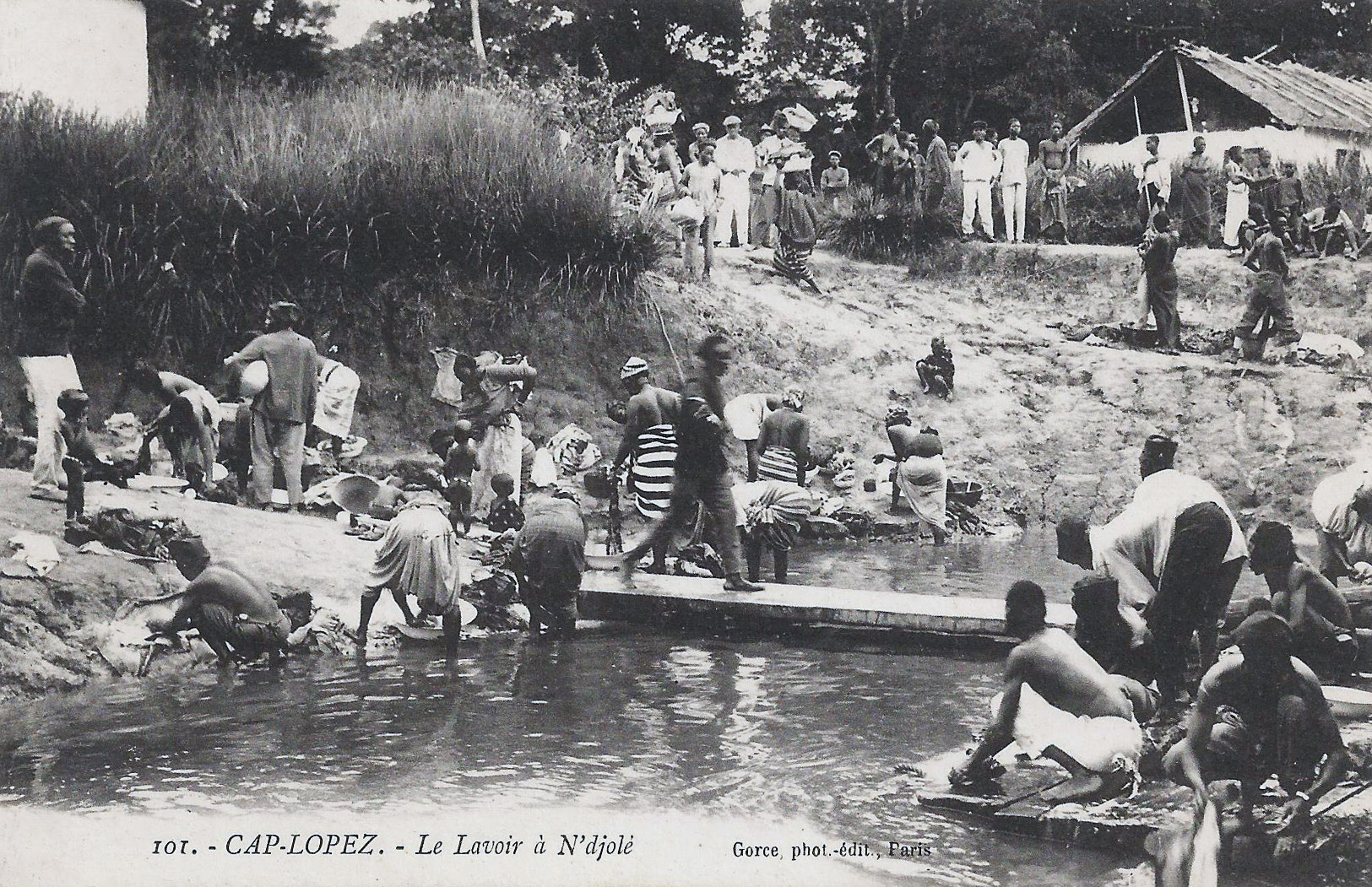
Fotografia de N'djolé l'any 1907.

Ndjolé és una comuna gabonesa, chef-lieu del departament d'Abanga-Bigné de la província de Moyen-Ogooué. Se situa a la vora del riu Ogooué, uns 80 km al nord-est de Lambaréné al costat de la carretera N3.
En 2013 la comuna tenia 6877 habitants, dels quals 3601 eren homes i 3276 eren dones.

## Història
La localitat va ser fundada en 1883 com una base militar per Pierre Savorgnan de Brazza, ja que servia com a punt de connexió fluvial entre Port-Gentil i l'interior del país. Al costat de Ndjolé se situa l'illa on va morir deportat Samory Touré.